# Балка Засоріна
Балка Засоріна — ентомологічний заказник місцевого значення в Україні. Розташований на території Бердянського району Запорізької області, в межах земель Осипенківської сільської ради.
Площа — 87 га, статус отриманий у 1982 році.